# Paralía (Metochí, Eubée)
Pour les articles homonymes, voir Paralía.
Paralía, en grec moderne : Παραλία, est un village du dème de Kými-Alivéri, sur l'île d'Eubée, en Grèce.
Selon le recensement de 2011, la population de Paralía compte 17 habitants.